# Ministerio del Trabajo y Previsión Social (Chile)
El Ministerio del Trabajo y Previsión Social (Mintrab) es un ministerio de Estado de Chile, cuya misión es contribuir al desarrollo del país, impulsando políticas públicas que promuevan el trabajo decente, la formación para el trabajo, la seguridad y salud laboral, una mayor integración de grupos vulnerables en el mercado del trabajo así como los cambios normativos necesarios para la ampliación y ejercicio de los derechos de los trabajadores, especialmente los derechos colectivos. De igual manera, el Ministerio promueve los cambios necesarios del sistema previsional.  Desde el 8 de abril de 2025, el Ministerio, es encabezado por Giorgio Boccardo Bosoni, la Subsecretaría del Trabajo, es encabezada por Pablo Chacón Cancino, y la Subsecretaría de Previsión Social, es encabezada por Claudio Reyes Barrientos; actuando bajo el gobierno de Gabriel Boric.
Fue creado durante el gobierno del presidente Jorge Alessandri, mediante el decreto con fuerza de ley N.º 25, publicado en el Diario Oficial con fecha 29 de octubre de 1959, junto al Ministerio de Salud Pública (Minsal).
El Mintrab es parte de la membresía de la Conferencia Interamericana de Seguridad Social, organismo internacional técnico y especializado, que tiene el objetivo de fomentar el desarrollo de la protección y seguridad social en América.

## Misión y objetivos
Encargado de dirigir y coordinar las políticas laborales que rigen al país, su principal misión es «recoger las necesidades y problemáticas laborales de la sociedad, para que a partir de las mismas, se orienten los esfuerzos públicos que permitan lograr un sistema de relaciones laborales que privilegien la cooperación entre todos los actores involucrados». Asimismo, el Ministerio debe «asignar los recursos necesarios para llevar a cabo las políticas, planes, programas y normas que permitan alcanzar sus objetivos, y fiscalizar que las normas legales en la materia sean respetadas y cumplidas».
Sus ejes principales son la «promoción de políticas públicas orientadas a la creación de empleos de calidad, con un fuerte enfoque en la inclusión, la previsión y la seguridad social, que garanticen los derechos de los trabajadores y que contribuyan al crecimiento del país».

## Funcionamiento

### Cuenta Pública Participativa
La Cuenta Pública Participativa (CPP) es el medio por el cual el Ministerio, las Subsecretarías dependientes y sus organismos relacionados anualmente dan cuenta a la ciudadanía de la gestión de sus políticas, planes, programas, acciones y de su ejecución presupuestaria, de acuerdo al artículo 72 de la ley n° 18.575.
El ministro del Trabajo y Previsión Social realiza entre marzo y abril de cada año, un proceso de cuenta pública de manera desconcentrada con participación directa de la ciudadanía. Los objetivos de este mecanismo son:
- Informar a la ciudadanía sobre el desempeño de la gestión desarrollada y de las instituciones públicas, evaluando sus avances, dificultades y resultados sobre las acciones realizadas y las que se proyectan realizar.
- Explicar y justificar a la ciudadanía las decisiones tomadas por la institución pública sobre aspectos relevantes de la gestión de ésta.
- Recoger opiniones e inquietudes de las personas que participen en la cuenta pública participativa, dando respuesta a los planteamientos recogidos en el proceso.

### Relaciones internacionales
El Ministerio se relaciona con los más importantes organismos internacionales del mundo del trabajo, y de integración regional, con un fuerte foco en la promoción de la inclusión laboral, la seguridad y salud en el trabajo, la capacitación laboral y la protección de los derechos humanos. Entre los organismos afiliados se encuentran:
- Organización Internacional del Trabajo (OIT): Chile ha sido miembro de la OIT desde 1919. El país ha ratificado 63 convenios, de los cuales 49 están en vigor.[7]
- Alianza del Pacífico: el Ministerio participa del Grupo Técnico Laboral de la Alianza del Pacífico. Este organismo es el encargado de promover la coordinación y cooperación con miras a generar un mercado laboral regional más integrado, conectado y ciudadano, que contribuya a la generación de empleo y desarrollo económico con mayor bienestar e inclusión social para todos.[7]
- Organización de Estados Americanos (OEA): el Ministerio, también es miembro de esta organización, mecanismo de cooperación entre los Ministerios de Trabajo de las Américas que busca fortalecer sus capacidades humanas e institucionales.[7]

## Organización

### Subsecretarías
- Subsecretaría del Trabajo: administra de forma interna las funciones de ambas Subsecretarías, posee las siguientes atribuciones: ejecutar las políticas del ministro; asegurar el cumplimiento de las leyes del trabajo; dirigir la administración de la Subsecretaría y coordinar las acciones del Ministerio en asuntos laborales con la de otros Ministerios y Servicios.
- Subsecretaría de Previsión Social: supervisa el desarrollo de la previsión social de Chile, así como del cumplimiento de los programas de seguridad social.[8]

### Organismos dependientes y/o relacionados
El Ministerio del Trabajo y Previsión Social, a través de sus Subsecretarías, cuenta con ocho servicios dependientes o relacionados.

#### Dependientes o relacionados de la Subsecretaría del Trabajo
- Dirección del Trabajo (DT): tiene como misión promover y velar por el cumplimiento eficiente de la legislación laboral, previsional y de seguridad y salud en el trabajo; el ejercicio pleno de la libertad sindical, y el diálogo social, favoreciendo relaciones laborales justas, equitativas y modernas.[9]
- Servicio Nacional de Capacitación y Empleo (SENCE): tiene como misión mejorar la empleabilidad de quienes buscan trabajo o quieran mejorar sus trayectorias laborales, a través de una oferta integrada de políticas, programas e instrumentos de calidad, y acompañarlos durante los desafíos laborales que se les presentan. Con especial atención en apoyar la inserción y continuidad laboral de personas vulnerables.[9]
- ChileValora: tiene como función principal reconocer formalmente las competencias laborales de las personas mediante la certificación, independientemente de la forma en que las personas hayan adquirido los conocimientos y de si tienen o no un título o grado académico.[9] De esta forma, busca favorecer las oportunidades de aprendizaje continuo de las personas, su reconocimiento y valorización, mediante procesos de evaluación y certificación, basados en estándares definidos y validados por los sectores productivos.[9]
- Dirección General del Crédito Prendario (DICREP): tiene por finalidad otorgar crédito prendario en forma simple y oportuna, resguardando las especies entregadas en garantía. Asimismo, actúa en apoyo del Estado en remates fiscales y como órgano auxiliar de la Justicia en la implementación de las acciones que le son demandadas.[9]

#### Dependientes o relacionados de la Subsecretaría de Previsión Social
- Instituto de Seguridad Laboral (ISL): tiene como misión otorgar seguridad y salud Laboral a empleadores/as adheridos/as y trabajadores/as protegidos, contribuyendo activamente en avanzar hacia una cultura de prevención en materia de seguridad y salud en el trabajo, mediante la promoción de la salud y la entrega de las prestaciones médicas y económicas que se derivan de los accidentes y enfermedades del trabajo.[9]
- Instituto de Previsión Social (IPS): tiene por objetivo la administración del sistema de pensiones solidarias y de los regímenes previsionales administrados anteriormente por el exINP, y constituye un servicio público regido por el Sistema de Alta Dirección Pública, establecido en la ley n° 19.882.[9]
- Superintendencia de Pensiones (SP): tiene como misión proteger los derechos previsionales de las personas, contribuyendo al buen funcionamiento del sistema de pensiones y del seguro de cesantía, con una regulación y supervisión de calidad y la entrega oportuna de información clara y confiable.[9]
  - Comisión Ergonómica Nacional (CEN)
- Superintendencia de Seguridad Social (SUSESO): es un organismo autónomo del Estado, a cargo de fiscalizar el cumplimiento de la normativa de seguridad social y garantizar el respeto de los derechos de las personas, especialmente de los trabajadores, pensionados y sus familias.[9]

## Listado de ministros

### Ministerio de Higiene, Asistencia y Previsión Social (1924-1927)
| N.º | Ministro             | Ministro                                  | Partido | Inicio                  | Final                          | Presidente                                        | Presidente                                           |
| --- | -------------------- | ----------------------------------------- | ------- | ----------------------- | ------------------------------ | ------------------------------------------------- | ---------------------------------------------------- |
| 1   |                      | Alejandro del Río                         | Ind.    | 17 de octubre de 1924   | 23 de enero de 1925            |                                                   | Luis Altamirano Talavera (Junta de Gobierno de 1924) |
| -   |                      | Moisés Poblete Troncoso (interino)        | Ind.    | 23 de enero de 1925     | 27 de enero de 1925            |                                                   | Pedro Pablo Dartnell (Junta de Gobierno de 1924)     |
| -   | 27 de enero de 1925  | Moisés Poblete Troncoso (interino)        | Ind.    | 29 de enero de 1925     |                                | Emilio Bello Codesido (Junta de Gobierno de 1925) |                                                      |
| 2   |                      | José Santos Salas                         | Ind.    | 29 de enero de 1925     | 12 de marzo de 1925            | Emilio Bello Codesido (Junta de Gobierno de 1925) |                                                      |
| 2   | 12 de marzo de 1925  | José Santos Salas                         | Ind.    | 30 de junio de 1925     |                                | Arturo Alessandri Palma                           |                                                      |
| -   |                      | Armando Jaramillo Valderrama (subrogante) | PL      | 30 de junio de 1925     | 27 de julio de 1925            | Arturo Alessandri Palma                           |                                                      |
| 2   |                      | José Santos Salas                         | USRACh  | 27 de julio de 1925     | 1 de octubre de 1925           | Arturo Alessandri Palma                           |                                                      |
| 2   | 2 de octubre de 1925 | José Santos Salas                         | USRACh  | 10 de octubre de 1925   | Luis Barros Borgoño (interino) |                                                   |                                                      |
| 3   |                      | Pedro Lautaro Ferrer                      | Ind.    | 10 de octubre de 1925   | Luis Barros Borgoño (interino) | 23 de diciembre de 1925                           |                                                      |
| 4   |                      | Lucio Córdova Labarca                     | PCCh    | 23 de diciembre de 1925 | 20 de noviembre de 1926        |                                                   | Emiliano Figueroa Larraín                            |
| -   |                      | Manuel Rivas Vicuña (interino)            | PL      | 20 de noviembre de 1926 | 27 de noviembre de 1926        |                                                   | Emiliano Figueroa Larraín                            |
| 5   |                      | Isaac Hevia Concha                        | PR      | 27 de noviembre de 1926 | 10 de mayo de 1927             |                                                   | Emiliano Figueroa Larraín                            |
| 5   | 10 de mayo de 1927   | Isaac Hevia Concha                        | PR      | 23 de mayo de 1927      |                                | Carlos Ibáñez del Campo (interino)                |                                                      |
| 6   |                      | José Santos Salas                         | USRACh  | 23 de mayo de 1927      | 21 de julio de 1927            | Carlos Ibáñez del Campo (interino)                |                                                      |
| 6   | 21 de julio de 1927  | José Santos Salas                         | USRACh  | 17 de noviembre de 1927 |                                | Carlos Ibáñez del Campo                           |                                                      |

### Ministerio de Bienestar Social (1927-1932)
| N.º | Ministro               | Ministro                           | Partido | Inicio                  | Final                   | Presidente                      | Presidente                        |
| --- | ---------------------- | ---------------------------------- | ------- | ----------------------- | ----------------------- | ------------------------------- | --------------------------------- |
| -   |                        | Enrique Balmaceda Toro (interino)  | PLD     | 17 de noviembre de 1927 | 23 de marzo de 1928     |                                 | Carlos Ibáñez del Campo           |
| -   |                        | Conrado Ríos Gallardo (interino)   | PL      | 23 de marzo de 1928     | 26 de marzo de 1928     |                                 | Carlos Ibáñez del Campo           |
| -   |                        | Enrique Balmaceda Toro (interino)  | PLD     | 26 de marzo de 1928     | 20 de abril de 1928     |                                 | Carlos Ibáñez del Campo           |
| 7   |                        | Alejandro Lazo Guevara             | Militar | 20 de abril de 1928     | 6 de junio de 1928      |                                 | Carlos Ibáñez del Campo           |
| -   |                        | Luis Schmidt Quezada (interino)    | PL      | 6 de junio de 1928      | 21 de junio de 1928     |                                 | Carlos Ibáñez del Campo           |
| 8   |                        | Luis Carvajal Laurnaga             | PR      | 21 de junio de 1928     | 7 de agosto de 1930     |                                 | Carlos Ibáñez del Campo           |
| -   |                        | Humberto Arce Bobadilla (interino) | PR      | 7 de agosto de 1930     | 5 de septiembre de 1930 |                                 | Carlos Ibáñez del Campo           |
| 9   |                        | Ricardo Puelma Laval               | PR      | 5 de septiembre de 1930 | 13 de julio de 1931     |                                 | Carlos Ibáñez del Campo           |
| 10  |                        | Juan Esteban Montero               | PR      | 13 de julio de 1931     | 22 de julio de 1931     |                                 | Carlos Ibáñez del Campo           |
| 11  |                        | Héctor Boccardo Benvenuto          | PR      | 22 de julio de 1931     | 26 de julio de 1931     |                                 | Carlos Ibáñez del Campo           |
| 12  |                        | Sótero del Río Gundián             | Ind.    | 26 de julio de 1931     | 27 de julio de 1931     |                                 | Pedro Opaso Letelier (interino)   |
| 12  | 27 de julio de 1931    | Sótero del Río Gundián             | Ind.    | 2 de septiembre de 1931 |                         | Juan Esteban Montero (interino) |                                   |
| 13  |                        | Santiago Wilson Barrientos         | PD      | 2 de septiembre de 1931 | 15 de noviembre de 1931 |                                 | Manuel Trucco Franzani (interino) |
| -   |                        | Sótero del Río Gundián             | Ind.    | 15 de noviembre de 1931 | 4 de diciembre de 1931  |                                 | Juan Esteban Montero (interino)   |
| -   | 4 de diciembre de 1931 | Sótero del Río Gundián             | Ind.    | 4 de junio de 1932      |                         | Juan Esteban Montero            |                                   |

### Ministerio del Trabajo (1932-1959)
| N.º | Ministro              | Ministro                                  | Partido | Inicio                   | Final                    | Presidente                         | Presidente                                             |
| --- | --------------------- | ----------------------------------------- | ------- | ------------------------ | ------------------------ | ---------------------------------- | ------------------------------------------------------ |
| 14  |                       | Ramón Álvarez Jabalquinto                 | Ind.    | 5 de junio de 1932       | 16 de junio de 1932      |                                    | Arturo Puga Osorio (Junta de Gobierno de 1932)         |
| 15  |                       | Ignacio Toro Espinoza                     | Militar | 16 de junio de 1932      | 1 de agosto de 1932      |                                    | Carlos Dávila Espinoza (República Socialista de Chile) |
| 16  |                       | Juan Bautista Rossetti                    | PRS     | 1 de agosto de 1932      | 14 de septiembre de 1932 |                                    | Carlos Dávila Espinoza (República Socialista de Chile) |
| 17  |                       | Fidel Estay Cortés                        | PDo     | 14 de septiembre de 1932 | 3 de octubre de 1932     |                                    | Bartolomé Blanche Espejo (provisional)                 |
| 18  |                       | Francisco Landa Zárate                    | PDa     | 3 de octubre de 1932     | 24 de diciembre de 1932  |                                    | Abraham Oyanedel Urrutia (interino)                    |
| 19  |                       | Fernando García Oldini                    | PDa     | 24 de diciembre de 1932  | 6 de octubre de 1933     |                                    | Arturo Alessandri Palma                                |
| -   |                       | Alfredo Piwonka Gilabert (subrogante)     | PR      | 6 de octubre de 1933     | 8 de noviembre de 1933   |                                    | Arturo Alessandri Palma                                |
| -   |                       | Fernando García Oldini                    | PDa     | 8 de noviembre de 1933   | 19 de abril de 1934      |                                    | Arturo Alessandri Palma                                |
| 20  |                       | Alejandro Serani Burgos                   | PDo     | 19 de abril de 1934      | 31 de marzo de 1936      |                                    | Arturo Alessandri Palma                                |
| 21  |                       | Pedro Fajardo Ulloa                       | PDa     | 31 de marzo de 1936      | 16 de enero de 1937      |                                    | Arturo Alessandri Palma                                |
| -   |                       | Alejandro Errázuriz Mackenna (suplente)   | PL      | 16 de enero de 1937      | 26 de enero de 1937      |                                    | Arturo Alessandri Palma                                |
| 22  |                       | Roberto Vergara Donoso                    | PL      | 15 de enero de 1937      | 24 de marzo de 1937      |                                    | Arturo Alessandri Palma                                |
| 23  |                       | Bernardo Leighton Guzmán                  | PCon    | 24 de marzo de 1937      | 3 de febrero de 1938     |                                    | Arturo Alessandri Palma                                |
| -   |                       | Francisco Garcés Gana (subrogante)        | PL      | 3 de febrero de 1938     | 4 de febrero de 1938     |                                    | Arturo Alessandri Palma                                |
| -   |                       | Matías Silva Sepúlveda (subrogante)       | PL      | 4 de febrero de 1938     | 15 de febrero de 1938    |                                    | Arturo Alessandri Palma                                |
| -   |                       | Bernardo Leighton Guzmán                  | PCon    | 15 de febrero de 1938    | 12 de marzo de 1938      |                                    | Arturo Alessandri Palma                                |
| 24  |                       | Juan José Hidalgo González                | PDa     | 12 de marzo de 1938      | 24 de diciembre de 1938  |                                    | Arturo Alessandri Palma                                |
| 25  |                       | Antonio Poupin Gray                       | PDo     | 24 de diciembre de 1938  | 12 de marzo de 1940      |                                    | Pedro Aguirre Cerda                                    |
| 26  |                       | Juan Pradenas Muñoz                       | PDo     | 12 de marzo de 1940      | 10 de noviembre de 1941  |                                    | Pedro Aguirre Cerda                                    |
| -   |                       | Raúl Puga Monsalve (suplente)             | PDo     | 10 de noviembre de 1941  | 12 de diciembre de 1941  |                                    | Jerónimo Méndez Arancibia (interino)                   |
| -   |                       | Juan Pradenas Muñoz                       | PDo     | 12 de diciembre de 1941  | 15 de enero de 1942      |                                    | Jerónimo Méndez Arancibia (interino)                   |
| -   |                       | Raúl Puga Monsalve (interino)             | PDo     | 15 de enero de 1942      | 4 de febrero de 1942     |                                    | Jerónimo Méndez Arancibia (interino)                   |
| -   |                       | Juan Pradenas Muñoz                       | PDo     | 4 de febrero de 1942     | 2 de abril de 1942       |                                    | Jerónimo Méndez Arancibia (interino)                   |
| 27  |                       | Leonidas Leyton Leyton                    | PDa     | 2 de abril de 1942       | 21 de octubre de 1942    |                                    | Juan Antonio Ríos                                      |
| 28  |                       | Mariano Bustos Lagos                      | PDo     | 21 de octubre de 1942    | 3 de abril de 1944       |                                    | Juan Antonio Ríos                                      |
| -   |                       | Osvaldo Hiriart Corvalán (suplente)       | PR      | 3 de abril de 1944       | 23 de junio de 1944      |                                    | Juan Antonio Ríos                                      |
| -   |                       | Mariano Bustos Lagos                      | PDo     | 23 de junio de 1944      | 3 de febrero de 1946     |                                    | Juan Antonio Ríos                                      |
| 29  |                       | Lisandro Cruz Ponce                       | PS      | 3 de febrero de 1946     | 27 de junio de 1946      |                                    | Juan Antonio Ríos                                      |
| 29  | 27 de junio de 1946   | Lisandro Cruz Ponce                       | PS      | 3 de agosto de 1946      |                          | Alfredo Duhalde Vásquez (interino) |                                                        |
| 29  | 3 de agosto de 1946   | Lisandro Cruz Ponce                       | PS      | 13 de agosto de 1946     |                          | Vicente Merino Bielich (interino)  |                                                        |
| 29  | 27 de junio de 1946   | Lisandro Cruz Ponce                       | PS      | 6 de septiembre de 1946  |                          | Alfredo Duhalde Vásquez (interino) |                                                        |
| 30  |                       | Luis Mandujano Tobar                      | PDo     | 6 de septiembre de 1946  | 17 de octubre de 1946    | Alfredo Duhalde Vásquez (interino) |                                                        |
| 30  | 17 de octubre de 1946 | Luis Mandujano Tobar                      | PDo     | 3 de noviembre de 1946   |                          | Juan Antonio Iribarren (interino)  |                                                        |
| 31  |                       | Luis Bossay Leiva                         | PR      | 3 de noviembre de 1946   | 14 de enero de 1947      |                                    | Gabriel González Videla                                |
| -   |                       | Juan Pradenas Muñoz                       | PDo     | 14 de enero de 1947      | 22 de enero de 1948      |                                    | Gabriel González Videla                                |
| -   |                       | José Santos Salas (subrogante)            | Ind.    | 5 de septiembre de 1947  | 26 de septiembre de 1947 |                                    | Gabriel González Videla                                |
| -   |                       | Juan Pradenas Muñoz                       | PDo     | 26 de septiembre de 1947 | 23 de octubre de 1947    |                                    | Gabriel González Videla                                |
| -   |                       | José Santos Salas (subrogante e interino) | Ind.    | 23 de octubre de 1947    | 2 de abril de 1948       |                                    | Gabriel González Videla                                |
| 32  |                       | Ruperto Puga Fisher                       | PDo     | 2 de abril de 1948       | 9 de febrero de 1949     |                                    | Gabriel González Videla                                |
| 33  |                       | Luis Felipe Letelier Icaza                | PCT     | 9 de febrero de 1949     | 7 de febrero de 1950     |                                    | Gabriel González Videla                                |
| -   |                       | Fernando García Oldini                    | PDo     | 7 de febrero de 1950     | 27 de febrero de 1950    |                                    | Gabriel González Videla                                |
| 34  |                       | Ramón Plaza Monreal                       | PDo     | 27 de febrero de 1950    | 21 de junio de 1950      |                                    | Gabriel González Videla                                |
| -   |                       | Ruperto Puga Fisher                       | PDo     | 21 de junio de 1950      | 8 de agosto de 1950      |                                    | Gabriel González Videla                                |
| 35  |                       | Alejandro Serani Burgos                   | PDo     | 8 de agosto de 1950      | 29 de julio de 1952      |                                    | Gabriel González Videla                                |
| 36  |                       | Juan Atala González                       | PR      | 29 de julio de 1952      | 3 de noviembre de 1952   |                                    | Gabriel González Videla                                |
| 37  |                       | Clodomiro Almeyda Medina                  | PSP     | 3 de noviembre de 1952   | 10 de marzo de 1953      |                                    | Carlos Ibáñez del Campo                                |
| 38  |                       | Leandro Moreno Garrido                    | PDoCh   | 10 de marzo de 1953      | 25 de junio de 1953      |                                    | Carlos Ibáñez del Campo                                |
| 39  |                       | Enrique Monti Forno                       | PSP     | 25 de junio de 1953      | 14 de octubre de 1953    |                                    | Carlos Ibáñez del Campo                                |
| 40  |                       | Óscar Herrera Palacios                    | Ind.    | 14 de octubre de 1953    | 1 de marzo de 1954       |                                    | Carlos Ibáñez del Campo                                |
| 41  |                       | Pedro Foncea Aedo                         | PAL     | 1 de marzo de 1954       | 14 de abril de 1954      |                                    | Carlos Ibáñez del Campo                                |
| 42  |                       | Carlos Vasallo Rojas (subrogante)         | Ind.    | 14 de abril de 1954      | 20 de abril de 1954      |                                    | Carlos Ibáñez del Campo                                |
| 43  |                       | Antonio Lanchares Bueno                   | PAL     | 20 de abril de 1954      | 5 de junio de 1954       |                                    | Carlos Ibáñez del Campo                                |
| 44  |                       | Ignacio Cousiño Aragón                    | Ind.    | 5 de junio de 1954       | 6 de enero de 1955       |                                    | Carlos Ibáñez del Campo                                |
| 45  |                       | Eduardo Yáñez Zavala                      | Militar | 6 de enero de 1955       | 2 de diciembre de 1955   |                                    | Carlos Ibáñez del Campo                                |
| 46  |                       | Osvaldo Sainte Marie                      | Ind.    | 2 de diciembre de 1955   | 12 de diciembre de 1955  |                                    | Carlos Ibáñez del Campo                                |
| 47  |                       | René Vidal Merino                         | Ind.    | 12 de diciembre de 1955  | 24 de mayo de 1956       |                                    | Carlos Ibáñez del Campo                                |
| 48  |                       | Raúl Barrios Ortiz                        | Ind.    | 24 de mayo de 1956       | 3 de noviembre de 1958   |                                    | Carlos Ibáñez del Campo                                |
| 49  |                       | Eduardo Gomien Díaz                       | Ind.    | 3 de noviembre de 1958   | 29 de octubre de 1959    |                                    | Jorge Alessandri Rodríguez                             |

### Ministerio del Trabajo y Previsión Social (desde 1959)
| N.º | Ministro/a | Ministro/a                              | Partido | Inicio                   | Final                    | Presidente | Presidente                 |
| --- | ---------- | --------------------------------------- | ------- | ------------------------ | ------------------------ | ---------- | -------------------------- |
| 49  |            | Eduardo Gomien Díaz                     | Ind.    | 29 de octubre de 1959    | 15 de septiembre de 1960 |            | Jorge Alessandri Rodríguez |
| 50  |            | Hugo Gálvez Gajardo                     | PL      | 15 de septiembre de 1960 | 26 de septiembre de 1963 |            | Jorge Alessandri Rodríguez |
| 51  |            | Miguel Schweitzer Speisky               | Ind.    | 26 de septiembre de 1963 | 3 de noviembre de 1964   |            | Jorge Alessandri Rodríguez |
| 52  |            | William Thayer Arteaga                  | PDC     | 3 de noviembre de 1964   | 15 de febrero de 1968    |            | Eduardo Frei Montalva      |
| 53  |            | Eduardo León Villarreal                 | PDC     | 15 de febrero de 1968    | 3 de noviembre de 1970   |            | Eduardo Frei Montalva      |
| 54  |            | José Oyarce Jara                        | PCCh    | 3 de noviembre de 1970   | 17 de junio de 1972      |            | Salvador Allende Gossens   |
| 55  |            | Mireya Baltra Moreno                    | PCCh    | 17 de junio de 1972      | 2 de noviembre de 1972   |            | Salvador Allende Gossens   |
| 56  |            | Luis Figueroa Mazuela                   | PCCh    | 2 de noviembre de 1972   | 5 de julio de 1973       |            | Salvador Allende Gossens   |
| 57  |            | Jorge Godoy Godoy                       | PCCh    | 5 de julio de 1973       | 11 de septiembre de 1973 |            | Salvador Allende Gossens   |
| 58  |            | Mario Mac-Kay Jaraquemada               | Militar | 12 de septiembre de 1973 | 11 de julio de 1974      |            | Augusto Pinochet Ugarte    |
| 59  |            | Nicanor Díaz Estrada                    | Militar | 11 de julio de 1974      | 8 de marzo de 1976       |            | Augusto Pinochet Ugarte    |
| 60  |            | Sergio Fernández Fernández              | Ind.    | 8 de marzo de 1976       | 1 de enero de 1978       |            | Augusto Pinochet Ugarte    |
| 61  |            | Vasco Costa Ramírez                     | Ind.    | 1 de enero de 1978       | 26 de diciembre de 1978  |            | Augusto Pinochet Ugarte    |
| 62  |            | José Piñera Echenique                   | Ind.    | 26 de diciembre de 1978  | 29 de diciembre de 1980  |            | Augusto Pinochet Ugarte    |
| 63  |            | Miguel Kast Rist                        | Ind.    | 29 de diciembre de 1980  | 22 de abril de 1982      |            | Augusto Pinochet Ugarte    |
| 64  |            | Máximo Silva Bafalluy                   | Ind.    | 22 de abril de 1982      | 14 de febrero de 1983    |            | Augusto Pinochet Ugarte    |
| 65  |            | Patricio Mardones Gajardo               | Ind.    | 14 de febrero de 1983    | 10 de agosto de 1983     |            | Augusto Pinochet Ugarte    |
| -   |            | Hugo Gálvez Gajardo                     | Ind.    | 10 de agosto de 1983     | 6 de noviembre de 1984   |            | Augusto Pinochet Ugarte    |
| 66  |            | Alfonso Márquez de la Plata Yrarrázaval | Ind.    | 6 de noviembre de 1984   | 21 de octubre de 1988    |            | Augusto Pinochet Ugarte    |
| 67  |            | Guillermo Arthur Errázuriz              | UDI     | 21 de octubre de 1988    | 17 de agosto de 1989     |            | Augusto Pinochet Ugarte    |
| 68  |            | María Teresa Infante Barros             | Ind.    | 17 de agosto de 1989     | 11 de marzo de 1990      |            | Augusto Pinochet Ugarte    |
| 69  |            | René Cortázar Sanz                      | PDC     | 11 de marzo de 1990      | 11 de marzo de 1994      |            | Patricio Aylwin Azócar     |
| 70  |            | Jorge Arrate MacNiven                   | PS      | 11 de marzo de 1994      | 1 de agosto de 1998      |            | Eduardo Frei Ruíz-Tagle    |
| 71  |            | Germán Molina Valdivieso                | PPD     | 1 de agosto de 1998      | 11 de marzo de 2000      |            | Eduardo Frei Ruíz-Tagle    |
| 72  |            | Ricardo Solari Saavedra                 | PS      | 11 de marzo de 2000      | 22 de abril de 2005      |            | Ricardo Lagos Escobar      |
| 73  |            | Yerko Ljubetic Godoy                    | PDC     | 22 de abril de 2005      | 11 de marzo de 2006      |            | Ricardo Lagos Escobar      |
| 74  |            | Osvaldo Andrade Lara                    | PS      | 11 de marzo de 2006      | 10 de diciembre de 2008  |            | Michelle Bachelet Jeria    |
| 75  |            | Claudia Serrano Madrid                  | PS      | 15 de diciembre de 2008  | 11 de marzo de 2010      |            | Michelle Bachelet Jeria    |
| 76  |            | Camila Merino Catalán                   | Ind.    | 11 de marzo de 2010      | 14 de enero de 2011      |            | Sebastián Piñera Echenique |
| 77  |            | Evelyn Matthei Fornet                   | UDI     | 16 de enero de 2011      | 22 de julio de 2013      |            | Sebastián Piñera Echenique |
| 78  |            | Juan Carlos Jobet Eluchans              | RN      | 24 de julio de 2013      | 11 de marzo de 2014      |            | Sebastián Piñera Echenique |
| 79  |            | Javiera Blanco Suárez                   | Ind.    | 11 de marzo de 2014      | 11 de mayo de 2015       |            | Michelle Bachelet Jeria    |
| 80  |            | Ximena Rincón González                  | PDC     | 11 de mayo de 2015       | 18 de noviembre de 2016  |            | Michelle Bachelet Jeria    |
| 81  |            | Alejandra Krauss Valle                  | PDC     | 18 de noviembre de 2016  | 11 de marzo de 2018      |            | Michelle Bachelet Jeria    |
| 82  |            | Nicolás Monckeberg Díaz                 | RN      | 11 de marzo de 2018      | 28 de octubre de 2019    |            | Sebastián Piñera Echenique |
| 83  |            | María José Zaldívar Larraín             | Ind.    | 28 de octubre de 2019    | 7 de abril de 2021       |            | Sebastián Piñera Echenique |
| 84  |            | Patricio Melero Abaroa                  | UDI     | 7 de abril de 2021       | 11 de marzo de 2022      |            | Sebastián Piñera Echenique |
| 85  |            | Jeannette Jara Román                    | PCCh    | 11 de marzo de 2022      | 7 de abril de 2025       |            | Gabriel Boric Font         |
| 86  |            | Giorgio Boccardo Bosoni                 | FA      | 8 de abril de 2025       | en el cargo              |            | Gabriel Boric Font         |

### Redes sociales
- Ministerio del Trabajo y Previsión Social de Chile en X (antes Twitter)
- Ministerio de Trabajo y Previsión Social de Chile en Instagram
- Ministerio de Trabajo y Previsión Social de Chile en Facebook
- Ministerio de Trabajo y Previsión Social de Chile en Flickr

- Datos: Q6017582
- Multimedia: Ministry of Labor and Social Forecast (Chile) / Q6017582